# Chances Are (Johnny Mathis)
Chances Are è una canzone composta da Robert Allen con il testo di Al Stillman, fu incisa e pubblicata nel 1957 da Johnny Mathis con l'orchestra di Ray Conniff. La canzone è stata una delle tante composizioni del team Stillman-Allen che sono state le hit delle classifiche negli anni '50.
Il brano è stato inserito nel sondaggio "Most Played by Jockeys" di Billboard per Johnny Mathis, nelle classifiche nel 1957, ed è stato incluso nel Grammy Hall of Fame Award nel 1998.